# Zsolt
Zsolt is een Hongaarse jongensnaam afgeleid van sultan of soltan, wat 'heerser' of 'vorst' betekent. Namen met dezelfde oorsprong zijn Zoltán Solt en mogelijk ook Csolt.

## Bekende naamdragers
- Zsolt Baló, voormalig Hongaars-Roemeens schaatser
- Zsolt Baumgartner, voormalig Hongaars Formule 1-coureur
- Zsolt Erdei, Hongaars bokser
- Zsolt Gárdonyi, Hongaars-Duits componist
- Zsolt Szabó, Nederlands directeur en ex-politicus van de VVD
- Zsolt Szabó, Hongaars voetbalscheidsrechter